# 海迪·阿斯楚普
海迪·阿斯楚普（丹麥語：Heidi Astrup，1972年5月31日—），丹麦女子手球运动员。她曾代表丹麦国家队参加1996年夏季奥林匹克运动会手球比赛，结果队伍获得一枚金牌。